# サザンフットボールリーグ
サザンフットボールリーグ（英: The Southern Football League）は、イングランドのアマチュアとセミプロのサッカーリーグの一つで、大まかに圏内の南部とミッドランズにあるクラブを束ねる。同格のイスミアンリーグならびにノーザンプレミアリーグと合わせて、イングランドのサッカーピラミッドの7部と8部に格付けされる。
1894年の創立以来、サザンリーグの構成は何度も改変を重ねてきた。2021年時点は4ディヴィジョンあり、プレミアディヴィジョンのセントラル、同サウスはそれぞれ22チームが所属し、D1セントラル、同サウスとの総計82チームの体制である（2021-22シーズン）。
冠スポンサーを添える場合はCalor League Southernと表記する（2021年12月時点）。統括する事務局は グロスターのイーストゲート館に所在する。

## 概要
イギリス全国リーグのen:National League System（NLS）に当てはめると、プレミアディヴィジョンとして「プレミアディヴィジョン・セントラル」、「プレミアディヴィジョン・サウス」を置く。これらは全国リーグのレベル3に位置しており、昇格先は主にナショナルリーグサウスだが、規定による数合わせのため同ノースに振り分ける場合もある。
プレミアディヴィジョンを支えるNLSステップ4として地域ディヴィジョンが2つあり、それぞれディヴィジョンワンのサウスとノースと呼ぶ。さらに9部以下の地域リーグが存在し、入れ替えが行われる。
ディヴィジョン1
ディヴィジョン1（ディヴィジョンワン）の内訳は「ディヴィジョン1・セントラル」（D1セントラル）、「ディヴィジョン1・サウス」（D1サウス）がある。

## リーグの入れ替え

### 昇格
プレミアディヴィジョン
計2チームが昇格する。リーグ優勝チームに加えて、2位から5位までの4チームからプレーオフて勝った1チームとし、上位リーグの昇格先はチームの本拠地の位置を考慮すること、さらに規定による数合わせがあることを受け、当該のシーズンによりナショナルリーグ・ノースもしくはナショナルリーグ・サウス。
ディヴィジョン1
リーグ優勝チームがプレミアディヴィジョンに自動昇格。2位から5位までの4チームが昇格プレーオフへ進出し、勝者チーム1チームが来シーズンのプレミアディヴィジョンに上がる権利を得る。

### 降格
プレミアディヴィジョン
18位以下4チームが、ディヴィジョン1へ降格する。
ディヴィジョン1
21位、22位の2チームが下位のディヴィジョンへ自動降格。本拠地の位置によって下記のいずれかのリーグへ降格する。
プレミアディヴィジョン
以下、リンク先は英語版。特記する場合を除く。
- イースタンカウンティーズ・フットボールリーグ
- ウェスタン・フットボールリーグ

地域リーグ
以下、リンク先は英語版。特記する場合を除く。
- ウェセックスリーグ
- エセックス・シニアフットボールリーグ
- ヘレニックフットボールリーグ
- スパルタンサウス・ミッドランズフットボールリーグ
- ミッドランドフットボールリーグ
- カウンティ群フットボールリーグ（United Counties Football League）

## リーグ戦以外の公式戦
- FAカップ
- FAトロフィー
- サザンリーグカップ

## 所属クラブ(2021-22シーズン)

### プレミアディヴィジョン

#### プレミアセントラル
- AFCラシュデン・アンド・ダイアモンズ（英語版）
- アルヴチャーチ（英語版）
- バンベリー・ユナイテッド
- バーウェル（英語版）
- ビグルズウェイド・タウン（英語版）
- ブロムズグローヴ・スポーティング（英語版）
- コールビル・タウン（英語版）
- ヘドネスフォード・タウン
- ヒッチン・タウン
- レイストン（英語版）
- ロウストフト・タウン（英語版）
- ニーダム・マーケット（英語版）
- ナニートン・バラ
- ピーターバラ・スポーツ（英語版）
- レディッチ・ユナイテッド
- ロイストン・タウン（英語版）
- ラスホール・オリンピック
- セント・アイヴス・タウン（英語版）
- スタウアブリッジ
- ストラトフォード・タウン（英語版）
- タムワース

#### プレミアサウス
- ベコンズフィールド・タウン（英語版）
- チェシャム・ユナイテッド（英語版）
- ドーチェスター・タウン
- ファーンバラ
- ゴスポート・バラ（英語版）
- ハーロウ・バラ
- ハートリー・ウィントニー（英語版）
- ヘイズ・アンド・イェディング・ユナイテッド
- ヘンドン
- キングス・ラングレー（英語版）
- マーサー・タウン
- メトロポリタン・ポリス
- プール・タウン（英語版）
- ソールズベリー（英語版）
- スウィンドン・スーパーマリン
- トーントン・タウン
- ティヴァートン・タウン
- トゥルーロ・シティ
- ウォルトン・コーサルズ
- ウェストン・スーパー・メア
- ウィンボーン・タウン（英語版）
- イェート・タウン

### ディヴィジョン1

#### ディヴィジョン1・セントラル
- AFCダンスタブル（英語版）
- アイルズベリー・ユナイテッド（英語版）
- バートン・ローヴァーズ（英語版）
- ベッドフォード・タウン
- ベッドワース・ユナイテッド（英語版）
- バーカムステッド（英語版）
- ビグルズウェード（英語版）
- コールシル・タウン（英語版）
- コービー・タウン
- ダヴェントリー・タウン（英語版）
- ディドゥコット・タウン（英語版）
- FCロメーニア（英語版）
- ヘイルゾーウィン・タウン
- ケンプストン・ローヴァーズ（英語版）
- キドリントン（英語版）
- ノース・リー（英語版）
- セント・ネオッツ・タウン（英語版）
- テーム・ユナイテッド（英語版）
- ウォンティッジ・タウン（英語版）
- ウェリン・ガーデン・シティ（英語版）

#### ディヴィジョン1・サウス
- AFCトットン
- バーンスタプル・タウン（英語版）
- ビディフォード（英語版）
- ブリストル・マナー・ファーム（英語版）
- シンダーフォード・タウン（英語版）
- サイレンスター・タウン
- エヴシャム・ユナイテッド
- フルーム・タウン（英語版）
- ハイワース・タウン（英語版）
- ラークホール・アスレティック（英語版）
- リミングトン・タウン（英語版）
- マンゴッツフィールド・ユナイテッド
- メルクシャム・タウン（英語版）
- ポールトン・ローヴァーズ（英語版）
- プライマス・パークウェイ（英語版）
- ショーリング（英語版）
- スリムブリッジ（英語版）
- ウィランド・ローヴァーズ（英語版）
- ウィンチェスター・シティ（英語版）

## 歴代優勝チーム
19世紀
- 1894-95 ミルウォール・アスレティック
- 1895-96 ミルウォール・アスレティック
- 1896-97 サウサンプトン・セントメリーズ
- 1897-98 サウサンプトン
- 1898-99 サウサンプトン
- 1899-00 トッテナム・ホットスパー
- 1900-01 サウサンプトン

20世紀
- 1901-02 ポーツマス
- 1902-03 サウサンプトン
- 1903-04 サウサンプトン
- 1904-05 ブリストル・ローヴァーズ
- 1905-06 フラム
- 1906-07 フラム
- 1907-08 QPR
- 1908-09 ノーサンプトン・タウン
- 1909-10 ブライトン＆ホーヴ・アルビオン
- 1910-11 スウィンドン・タウン
- 1911-12 QPR
- 1912-13 プリマス・アーガイル
- 1913-14 スウィンドン・タウン
- 1914-15 ワトフォード
- 1915-19 第一次世界大戦勃発のためリーグ中断
- 1919-20 ポーツマス
- 1920-21 ブライトン＆ホーヴ・アルビオン・リザーブス
- 1921-22 プリマス・アーガイル・リザーブス
- 1922-23 エブー・ヴェイル
- 1923-24 ヨーヴィル＆ペッターズ・ユナイテッド
- 1924-25 サウサンプトン・リザーブス
- 1925-26 プリマス・アーガイル・リザーブス
- 1926-27 ブライトン＆ホーヴ・アルビオン・リザーブス
- 1927-28 ケタリング・タウン
- 1928-29 プリマス・アーガイル・リザーブス
- 1929-30 オールダーショット・タウン
- 1930-31 ダートフォード
- 1931-32 ダートフォード
- 1932-33 ノリッジ・シティ・リザーブス
- 1933-34 プリマス・アーガイル・リザーブス
- 1934-35 ノリッジ・シティ・リザーブス
- 1935-36 マーゲート
- 1936-37 イプスウィッチ・タウン
- 1937-38 ギルフォード
- 1938-39 コルチェスター・ユナイテッド
- 1939-45 第二次世界大戦勃発のためリーグ中断
- 1945-46 チェルムスフォード・シティ
- 1946-47 ジリンガム
- 1947-48 マーサ・ティドフィル
- 1948-49 ジリンガム
- 1949-50 マーサ・ティドフィル
- 1950-51 マーサ・ティドフィル
- 1951-52 マーサ・ティドフィル
- 1952-53 ヘディントン・ユナイテッド
- 1953-54 マーサ・ティドフィル
- 1954-55 ヨーヴィル・タウン
- 1955-56 ギルフォード・シティ
- 1956-57 ケタリング・タウン
- 1957-58 グレイヴズエンド＆ノースフリート
- 1958-59 ベッドフォード・タウン
- 1959-60 バース・シティ
- 1960-61 オックスフォード・ユナイテッド
- 1961-62 オックスフォード・ユナイテッド
- 1962-63 ケンブリッジ・シティ
- 1963-64 ヨーヴィル・タウン
- 1964-65 ウェイマス
- 1965-66 ウェイマスFC
- 1966-67 ロムフォード
- 1967-68 チェルムスフォード・シティ
- 1968-69 ケンブリッジ・ユナイテッド
- 1969-70 ケンブリッジ・ユナイテッド
- 1970-71 ヨーヴィル・タウン
- 1971-72 チェルムスフォード・シティ
- 1972-73 ケタリング・タウン
- 1973-74 ダートフォード
- 1974-75 ウィンブルドン
- 1975-76 ウィンブルドン
- 1976-77 ウィンブルドン
- 1977-78 バース・シティ
- 1978-79 ウスター・シティ
- 1979-82 リーグ再編のため中断
- 1982-83 レミントン
- 1983-84 ダートフォード
- 1984-85 チェルトナム・タウン
- 1985-86 ウェリング・ユナイテッド
- 1986-87 フィッシャー・アスレティック
- 1987-88 エイルズベリー・ユナイテッド
- 1988-89 マーサ・ティドフィル
- 1989-90 ドーヴァー・アスレティック
- 1990-91 ファーンバラ
- 1991-92 ブロムスグローヴ・ローヴァーズ
- 1992-93 ドーヴァー・アスレティック
- 1993-94 ファーンバラ
- 1994-95 ヘドネスフォード・タウン
- 1995-96 ラシュデン＆ダイアモンズ
- 1996-97 グレズリー・ローヴァーズ
- 1997-98 フォレストグリーン・ローヴァーズ
- 1998-99 ナニートン・バラ
- 1999-00 ボストン・ユナイテッド
- 2000-01 マーゲート

21世紀
- 2001-02 ケタリング・タウン
- 2002-03 タムワース
- 2003-04 クローリー・タウン
- 2004-05 ヒストン
- 2005-06 ソールズベリー・シティ
- 2006-07 バース・シティ
- 2007-08 キングス・リン
- 2008-09 コービー・タウン
- 2009-10 ファーンバラ
- 2010-11 トゥルーロ・シティ
- 2011-12 ブラックリー・タウン
- 2012-13 レミントン
- 2013-14 ヘメル・ヘンプスタッド・タウン
- 2014-15 コービー・タウン
- 2015-16 プール・タウン
- 2016-17 チッペンハム・タウン
- 2017-18 ヘレフォード
- 2018-19
- 2019-20 不成立[5]1
- 2020-21 不成立[6]2

1 コロナウイルスのパンデミックにより2020年3月26日にシーズン中止が発表された。
2 コロナウイルスのパンデミックにより2021年2月24日にシーズン中止が発表された。